# كسوف الشمس 21 يونيو 2001
حدث كسوف كلي للشمس في 21 يونيو 2001 بلغت قوته 1.0495. كان أول كسوف للشمس في القرن الحادي والعشرين. يحدث كسوف الشمس عندما يمر القمر بين الأرض والشمس ، وبالتالي يحجب صورة الشمس كليًا أو جزئيًا عن مشاهد على الأرض. يحدث الكسوف الكلي للشمس عندما يكون القطر الظاهري للقمر أكبر من قطر الشمس ، مما يحجب كل ضوء الشمس المباشر ، ويحول النهار إلى ظلام. تحدث الكلية في مسار ضيق عبر سطح الأرض ، مع كسوف جزئي للشمس مرئي فوق المنطقة المحيطة بعرض آلاف الكيلومترات. حدث قبل 2.2 يوم من الحضيض (23 يونيو 2001) ، كان القطر الظاهري للقمر أكبر.

## الرؤية
كان مرئيًا من ممر ضيق في جنوب المحيط الأطلسي وجنوب إفريقيا ، بما في ذلك أنغولا وزامبيا وزيمبابوي وموزمبيق والطرف الجنوبي لملاوي ومدغشقر . شوهد الكسوف الجزئي من مسار أوسع بكثير من القمر الصورة غبش ، بما في ذلك شرق أمريكا الجنوبية ومعظم أفريقيا.

## الخسوفات ذات الصلة

### كسوف 2001
- خسوف كلي للقمر في 9 يناير .
- كسوف كلي للشمس في 21 يونيو.
- خسوف جزئي للقمر في 5 يوليو .
- كسوف حلقي للشمس يوم 14 ديسمبر .
- خسوف قمري شبه خافت في 30 ديسمبر .

### تسولكينكس
- سابق: كسوف الشمس في 10 مايو 1994
- يتبع: كسوف الشمس في 1 أغسطس 2008

### نصف ساروس
- سابق: خسوف القمر 15 يونيو 1992
- يتبع: خسوف القمر في 26 يونيو 2010

### تريتوس
- سابق: كسوف الشمس في 22 يوليو 1990
- يتبع: كسوف الشمس في 20 مايو 2012

### 127- نجار
- سابق: كسوف الشمس 11 يونيو 1983
- يتبع: كسوف الشمس في 2 يوليو 2019

### اينكس
- سابق: كسوف الشمس في 10 يوليو 1972
- يتبع: كسوف الشمس في 1 يونيو 2030

### كسوف الشمس 2000-2003
هذا الكسوف هو جزء من سلسلة فصل دراسي. يتكرر الكسوف في سلسلة فصل دراسي من الكسوف الشمسي كل 177 يومًا تقريبًا و 4 ساعات (فصل ) في العقد المتناوبة من مدار القمر.
ملحوظة: كسوف الشمس الجزئي في 5 فبراير 2000 و 31 يوليو 2000 تحدث في مجموعة السنة القمرية السابقة.قالب:Solar eclipse set 2000–2003
| مجموعات سلسلة كسوف الشمس 2000-2003  | مجموعات سلسلة كسوف الشمس 2000-2003 | مجموعات سلسلة كسوف الشمس 2000-2003 | مجموعات سلسلة كسوف الشمس 2000-2003 | مجموعات سلسلة كسوف الشمس 2000-2003 | مجموعات سلسلة كسوف الشمس 2000-2003 | مجموعات سلسلة كسوف الشمس 2000-2003 |
| ----------------------------------- | ---------------------------------- | ---------------------------------- | ---------------------------------- | ---------------------------------- | ---------------------------------- | ---------------------------------- |
| عقدة تصاعدية                        | عقدة تصاعدية                       | عقدة تصاعدية                       |                                    | عقدة تنازلية                       | عقدة تنازلية                       | عقدة تنازلية                       |
| ساروس                               | خريطة                              | جاما                               | ساروس                              | خريطة                              | جاما                               |                                    |
| 117                                 | 2000 July 01 Partial (south)       | -1.28214                           | 122                                | 2000 ديسمبر 25 جزئي (شمال)         | 1.13669                            |                                    |
| 127 Totality from لوساكا            | كسوف الشمس 21 يونيو 2001 Total     | -0.57013                           | 132 Partial from مينيابوليس        | 2001 ديسمبر 14 Annular             | 0.40885                            |                                    |
| 137 جزئي من لوس أنجلوس ، كاليفورنيا | 2002 June 10 حلقي                  | 0.19933                            | 142 الكلية من ووميرا               | 2002 December 04 الاجمالي          | -0.30204                           |                                    |
| 147 كولودن ، اسكتلندا ‏              | 2003 مايو 31 حلقي                  | 0.99598                            | 152                                | 2003 November 23 الاجمالي          | -0.96381                           |                                    |

### ساروس 127
وهي جزء من دورة ساروس 127 تتكرر كل 18 سنة و 11 يوماً وتحتوي على 82 حدثاً. بدأت السلسلة بكسوف جزئي للشمس في 10 أكتوبر 991 م. يحتوي على خسوفات كاملة من 14 مايو 1352 حتى 15 أغسطس 2091. لا توجد خسوف حلقي في هذه السلسلة. تنتهي السلسلة عند العضو 82 ككسوف جزئي في 21 مارس 2452. وكانت أطول مدة للمجموعة الكلية هي 5 دقائق و 40 ثانية في 30 أغسطس 1532. تحدث جميع الكسوفات في هذه السلسلة عند العقدة الصاعدة للقمر.قالب:Solar Saros series 127
| احدث أعضاء السلسلة 52-68 بين عامي 1901 و 2200 | احدث أعضاء السلسلة 52-68 بين عامي 1901 و 2200 | احدث أعضاء السلسلة 52-68 بين عامي 1901 و 2200 |
| 52                                            | 53                                            | 54                                            |
| --------------------------------------------- | --------------------------------------------- | --------------------------------------------- |
| April 28, 1911                                | May 9, 1929                                   | May 20, 1947                                  |
| 55                                            | 56                                            | 57                                            |
| May 30, 1965                                  | June 11, 1983                                 | كسوف الشمس 21 يونيو 2001                      |
| 58                                            | 59                                            | 60                                            |
| كسوف الشمس في 2 يوليو 2019                    | July 13, 2037                                 | July 24, 2055                                 |
| 61                                            | 62                                            | 63                                            |
| August 3, 2073                                | August 15, 2091                               | August 26, 2109 (Partial)                     |
| 64                                            | 65                                            | 66                                            |
| September 6, 2127 (Partial                    | September 16, 2145 (Partial)                  | September 28, 2163 (Partial)                  |
| 67                                            | 68                                            |                                               |
| October 8, 2181 (Partial)                     | October 19, 2199 (Partial)                    |                                               |

### سلسلة تريتوس
| أعضاء السلسلة بين عامي 1901 و 2100            | أعضاء السلسلة بين عامي 1901 و 2100            | أعضاء السلسلة بين عامي 1901 و 2100            | أعضاء السلسلة بين عامي 1901 و 2100 |
| --------------------------------------------- | --------------------------------------------- | --------------------------------------------- | ---------------------------------- |
| </img> </br>29 مارس 1903 </br> (ساروس 118)    | </img> </br> 25 فبراير 1914 </br> (ساروس 119) | </img> </br> 24 يناير 1925 </br> (ساروس 120)  |                                    |
| </img> </br> 25 ديسمبر 1935 </br> (ساروس 121) | </img> </br> 23 نوفمبر 1946 </br> (ساروس 122) | </img> </br> 23 أكتوبر 1957 </br> (ساروس 123) |                                    |
| </img> </br> 22 سبتمبر 1968 </br> (ساروس 124) | </img> </br> 22 أغسطس 1979 </br> (ساروس 125)  | </img> </br> 22 يوليو 1990 </br> (ساروس 126)  |                                    |
| </img> </br> 21 يونيو 2001 </br> (ساروس 127)  | </img> </br> 20 مايو 2012 </br> (ساروس 128)   | </img> </br> 20 أبريل 2023 </br> (ساروس 129)  |                                    |
| </img> </br> 20 مارس 2034 </br> (ساروس 130)   | </img> </br> 16 فبراير 2045 </br> (ساروس 131) | </img> </br> 16 يناير 2056 </br> (ساروس 132)  |                                    |
| </img> </br> 17 ديسمبر 2066 </br> (ساروس 133) | </img> </br> 15 نوفمبر 2077 </br> (ساروس 134) | </img> </br> 14 أكتوبر 2088 </br> (ساروس 135) |                                    |
| </img> </br> 14 سبتمبر 2099 </br> (ساروس 136) |                                               |                                               |                                    |

### سلسلة Metonic
تكرر السلسلة metonic الخسوف كل 19 عامًا (6939.69 يومًا) ، وتستمر حوالي 5 دورات. تحدث الكسوف في نفس تاريخ التقويم تقريبًا. بالإضافة إلى ذلك ، تكرر سلسلة اوكتون الفرعية 1/5 من ذلك أو كل 3.8 سنوات (1387.94 يومًا). تحدث جميع الكسوفات في هذا الجدول عند العقدة الصاعدة للقمر.قالب:Solar Metonic series 2001 June 21
| 21 من أحداث الكسوف بين 21 يونيو 1982 و 21 يونيو 2058 | 21 من أحداث الكسوف بين 21 يونيو 1982 و 21 يونيو 2058 | 21 من أحداث الكسوف بين 21 يونيو 1982 و 21 يونيو 2058 | 21 من أحداث الكسوف بين 21 يونيو 1982 و 21 يونيو 2058 | 21 من أحداث الكسوف بين 21 يونيو 1982 و 21 يونيو 2058 |
| يونيو 21                                             | ابريل 8–9                                            | يوليو 26                                             | نوفمبر 13–14                                         | سبتمبر 1–2                                           |
| 107                                                  | 109                                                  | 111                                                  | 113                                                  | 115                                                  |
| ---------------------------------------------------- | ---------------------------------------------------- | ---------------------------------------------------- | ---------------------------------------------------- | ---------------------------------------------------- |
| June 21, 1963                                        | ابريل 9, 1967                                        | January 26, 1971                                     | November 14, 1974                                    | September 2, 1978                                    |
| 117                                                  | 119                                                  | 121                                                  | 123                                                  | 125                                                  |
| June 21, 1982                                        | April 9, 1986                                        | January 26, 1990                                     | November 13, 1993                                    | September 2, 1997                                    |
| 127                                                  | 129                                                  | 131                                                  | 133                                                  | 135                                                  |
| كسوف الشمس 21 يونيو 2001                             | April 8, 2005                                        | January 26, 2009                                     | كسوف الشمس 13 نوفمبر 2012                            | September 1, 2016                                    |
| 137                                                  | 139                                                  | 141                                                  | 143                                                  | 145                                                  |
| كسوف الشمس في 21 يونيو 2020                          | كسوف الشمس 8 أبريل 2024                              | January 26, 2028                                     | November 14, 2031                                    | September 2, 2035                                    |
| 147                                                  | 149                                                  | 151                                                  | 153                                                  | 155                                                  |
| June 21, 2039                                        | April 9, 2043                                        | January 26, 2047                                     | November 14, 2050                                    | September 2, 2054                                    |
| 157                                                  |                                                      |                                                      |                                                      |                                                      |
| June 21, 2058                                        |                                                      |                                                      |                                                      |                                                      |

## روابط خارجية
- فريد إسبنك وجاي أندرسون. " الكسوف الكلي للشمس في 21 يونيو 2001 ". ناسا ، نوفمبر 2004.
- خرائط جوجل

قالب:Solar eclipse NASA reference
- Map Google

الصور :
- Spaceweather.com معرض كسوف الشمس
- أ. موقع تصوير الكسوف في Druckmüller. زامبيا
- أ. موقع تصوير الكسوف في Druckmüller. أنغولا
- KryssTal - الكسوف في زيمبابوي - في مدرسة على ضفاف نهر Ruya.
- صور من زيمبابوي بواسطة جمعية كرايفورد مانور هاوس الفلكية نسخة محفوظة 26 يوليو 2009 على موقع واي باك مشين.
- كسوف في السماء الأفريقية ، APOD 6/22/2001 ، الكلية من لوساكا ، زامبيا
- Bakasa Eclipse Sequence ، APOD 7/6/2001 ، الكلية من Bakasa ، زمبابوي
- كسوف كلي فوق إفريقيا ، APOD 7/11/2001 ، الكلي من Malambanyama ، زامبيا
- مجموع مدغشقر ، APOD 7/26/2001 ، من جنوب مدغشقر
- كسوف فوق أكاسيا ، APOD 12/3/2002 ، من تشيسامبا ، زامبيا
- القمر والشمس ، APOD 11/22/2003 ، الكلية من تشيسامبا ، زامبيا